# 아프가니스탄의 경제
아프가니스탄의 경제는 지난 10년 동안 부유한 외국인의 대거 귀환, 농업 분야의 현대화, 이웃 국가 및 지역 국가들과의 교역로 구축으로 꾸준히 개선되었다. NATO가 아프가니스탄 재건에 관여한 이후 정치적 신뢰도가 높아지자 외국인과 외부 투자자들로부터 수십억 달러의 국제 원조가 증가했다. 현재 아프가니스탄의 GDP(PPP)는 200억 달러(2017년)의 환율로 약 700억 달러이고, 1인당 GDP(PPP)는 약 2,000 달러이다. 60억 달러어치 이상의 상품을 수입하지만, 주로 과일과 견과류를 포함한 약 10억 달러어치의 합법적인 상품을 수출한다.
미개발 광물 매장량 1조 달러 이상을 보유하고 있음에도 불구하고 아프가니스탄은 여전히 세계 최빈국 중 하나로 남아 있다. 실업률은 23%가 넘고 인구의 절반 가량이 빈곤선 이하로 살고 있다. 실업자 중 많은 수가 외국계 자금 지원 무장 단체나 범죄 세계에 합류하며, 특히 밀수업자로 활동하고 있다. 아프간 정부는 오랫동안 아프간 경제를 개선하기 위해 외국인 투자를 모색해 왔다.

## 경제사
압두르 라흐만 칸 (1880년~1901년)과 하비불라 칸 (1901년~1919년)의 통치하에 있던 근대 초기에는 아프간 정부의 통상이 중앙에서 통제되었다. 아프간 군주들은 정부의 위상과 국가의 군사력 발전에 열심이었기 때문에 물품 판매와 높은 세금에 대한 국가 독점권의 부과로 자금 조달을 시도했다. 이것은 그 기간 동안 아프가니스탄의 장기적 발전을 둔화시켰다. 아프간 통치자의 명령으로 이 시대 동안 서양의 기술과 제조법이 서서히 도입되었지만, 일반적으로는 성장하는 군대의 병참 요건에 따라서만 도입되었다. 무기 및 기타 군사 물질의 제조에 중점을 두었다. 이 과정은 아프간 왕들이 카불에 초청한 소수의 서방 전문가들의 손에 달려 있었다. 그렇지 않으면, 그 기간 동안 외부인들, 특히 서구인들이 아프가니스탄에 대규모 기업을 설립하는 것은 불가능했다.
아프가니스탄의 경제 발전을 위한 근대적 첫 번째 계획은 1952년 헬만드 유역 개발 공사 프로젝트였는데, 이 프로젝트는 미국 테네시강 유역 개발 공사를 본떠서 진행되었으며, 이는 일차적인 경제적 중요성이 있을 것으로 예상되었다.
아프가니스탄은 1979년 소련 침공 당시 심각한 경제적 어려움에 직면하기 시작했고 내전으로 인해 아프가니스탄의 한정된 기반시설이 파괴되었고 정상적인 경제 활동 패턴도 붕괴되었다. 결국, 아프가니스탄은 자유 시장 경제로 대체되기 전인 2002년까지 전통적인 경제에서 중앙 계획 경제로 전환되었다. 국내총생산은 1980년대 이후 무역과 교통의 혼란과 노동력 및 자본의 손실로 인해 크게 감소했다. 계속되는 내분으로 국가 재건을 위한 국내의 노력이나 국제사회의 도움의 길이 막혔다.
국제 통화 기금(IMF)에 따르면 아프간 경제는 지난 12개월 동안 30% 성장한 뒤 2004년 3월로 끝나는 회계연도에 20% 성장했다. 이러한 성장은 국제 원조와 가뭄의 종식 덕분이었다. 2002년부터 2021년까지 약 1,000억 달러의 원조가 국내에 유입되었다. 2003 회계연도의 GDP 40억 달러는 IMF가 아편 생산 수익을 더한 후 61억 달러로 재계산했다. 2010년 평균 졸업생 급여는 시간당 0.56달러였다. 아프가니스탄은 2026년까지 밀, 쌀, 가금류, 유제품 생산에서 자급자족할 것으로 기대하고 있다.

## 농업

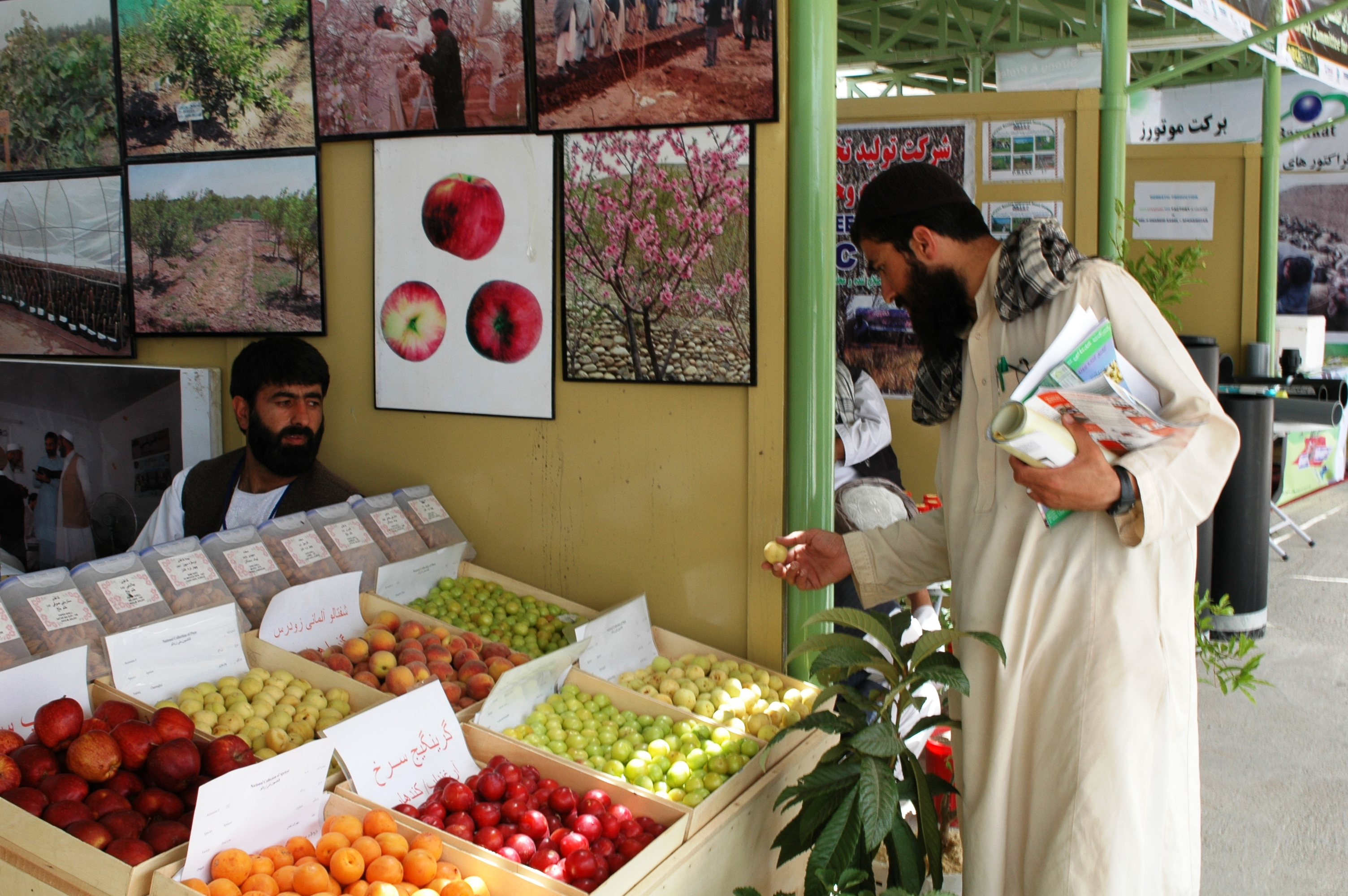
2009년 카불에서 열린 농업 박람회

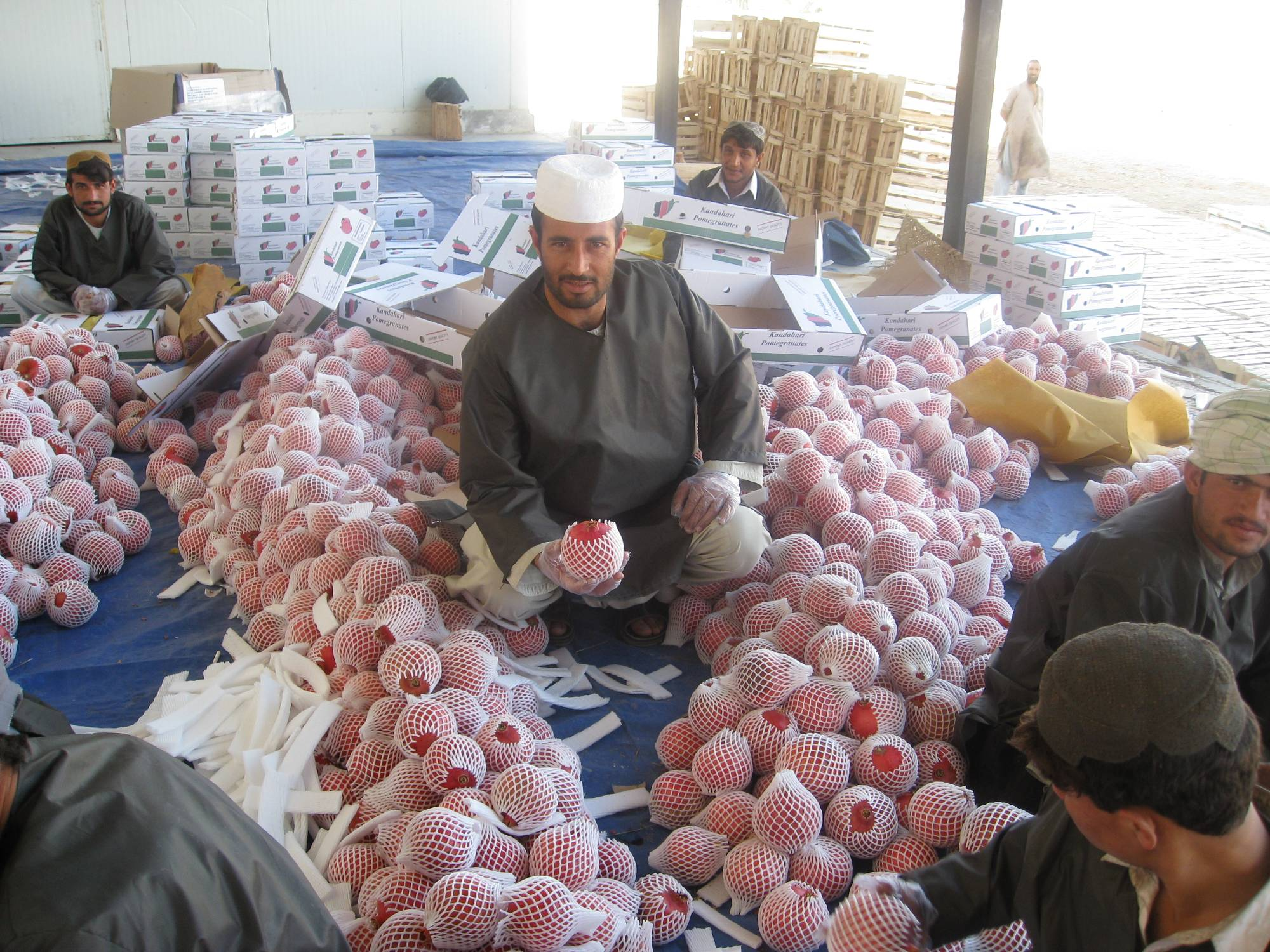
아프가니스탄이 아시아에서 유명한 석류(아나)를 가공하는 일꾼들

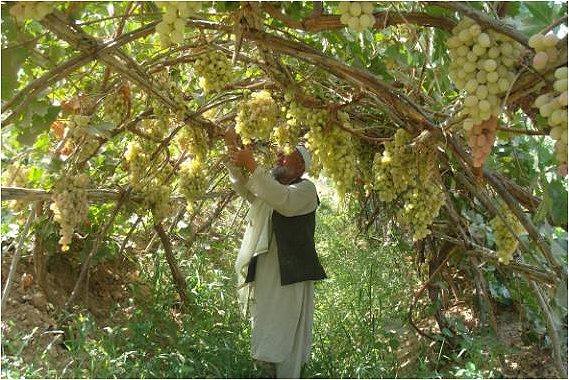
아프가니스탄 포도

아프가니스탄은 현재 연간 약 150만 톤의 신선한 과일을 생산하고 있으며, 이는 상당히 증가할 수 있다. 그것은 특히 석류와 포도를 비롯해 달콤한 멜론과 뽕나무 등 최고의 과일들을 생산하는 것으로 알려져 있다. 이 나라에서 재배되는 다른 과일로는 살구, 사과, 무화과, 복숭아, 체리, 딸기가 있다. 농장의 수는 꾸준히 증가하고 있다. 현대식 온실을 짓고 사용하는 것도 전국적으로 확대되고 있다.
아프가니스탄 북부와 서부 지역은 피스타치오 재배지로 알려져 있다. 최근 남부 지방의 농부들도 피스타치오 재배를 시작했다. 그 나라의 동쪽에 있는 지방들은 잣으로 유명하고, 북부 지방과 중부 지방은 아몬드와 호두로도 유명하다. 아프가니스탄 중부 바미안주는 2020년 37만톤을 생산한 우수한 품질의 감자를 재배하는 것으로 유명하다. 낭가르하르주는 레몬, 오렌지, 올리브, 땅콩, 대추로 유명하다. 이러한 생산물의 재배는 현재 전국의 다른 지방으로 확산되고 있다. 정부는 바나나가 재배되고 생산되는지 확인하기 위해 바나나 나무를 헬만드주에 심기도 했다.
밀과 곡물 생산은 아프가니스탄의 전통적인 농업 대들보이다. 2015년 전국 밀 생산량은 500만톤이었다. 아프가니스탄은 곡물 생산의 자급자족에 가까워지고 있다. 자급자족하려면 100만톤의 밀이 추가로 필요하며 2020년에는 이를 달성할 것으로 전망된다. 가뭄이 들면서 전반적인 농업 생산은 때때로 감소한다.

### 어업
아프가니스탄은 육지로 둘러싸여 있어 바다에 직접 접근할 수 없지만 저수지, 호수, 연못, 강, 하천이 늘어나고 있어 양식업에 적합한 기후이다. 역사적으로, 현대 양식장이 없기 때문에 물고기는 아프간 식생활의 작은 부분을 차지했다. 낚시는 호수와 강, 특히 쿠나르강, 아무다리야강, 헬만드강에서만 이루어졌다. 많은 양식장이 들어서면서 생선고기 소비가 급격히 증가했다. 그들 중 2,600명이 넘는 사람들이 이 나라에 있다. 가장 큰 곳은 다른 양식장에 어란을 공급하는 카그하는 다른 양식장에 어란을 공급한다. 아프간-인도 우호댐에서도 양식업이 시작되었다.

## 무역 및 산업
아프가니스탄의 지리적 위치는 아프가니스탄을 경제적으로 안정되게 한다. 이것은 미래에 큰 역할을 할 수 있다. 심지어 다른 나라들과의 무역도 국제 교통로의 구축으로 꾸준히 증가하고 있다. 이 무역로 중 하나는 라피스 라줄리 회랑으로 아프가니스탄과 투르크메니스탄을 연결하고 궁극적으로 유럽 어딘가에서 끝난다. 이와 같은 다른 교역로는 아프가니스탄과 이웃한 이란, 파키스탄, 타지키스탄, 우즈베키스탄을 연결한다. 그 나라는 또한 항공 회랑을 통해 인도와 직접 무역을 하고 있다. 중앙아시아와 파키스탄, 이란을 연결하는 철도 시스템이 서서히 확장되고 있다.
아프가니스탄은 2008년 중국(중국금속공사)과 구리 계약을 체결했다. 이는 중국이 28억 달러를 투자하고 아프간 정부에 연간 약 4억 달러의 수입을 올리는 대규모 프로젝트다. 로가르주에 위치한 이 나라의 아이낙 구리 광산은 세계에서 가장 큰 광산 중 하나이다. 그것은 적어도 1,100만톤 또는 330억 달러 어치의 구리를 보유하고 있는 것으로 추정된다.

## 경제 발전 및 회복
아프가니스탄은 1930년대에 평범한 경제 개발 프로그램에 착수했다. 정부는 은행을 설립하고, 지폐를 도입하고, 대학을 설립하고, 초등, 중등, 기술 학교를 확장하고, 학생들을 교육을 위해 해외로 보냈다. 1952년 헬만드 계곡 당국은 관개 및 토지 개발을 통해 헬만드 계곡과 아르한답 계곡의 경제 발전을 관리하기 위해 헬만드 계곡 관리국을 설립했는데, 이 계획은 이 나라의 가장 중요한 수도 자원 중 하나로 남아있다.
1956년 정부는 일련의 야심찬 개발 계획 중 첫 번째를 발표했다. 1970년대 후반에는 계획 과정의 결함뿐만 아니라 부족한 자금과 구현에 필요한 숙련된 관리자와 기술자의 부족으로 인해 이러한 성과만 엇갈렸다.
아프가니스탄 국내총생산(GDP) 성장률은 2017년 2.9%에서 2018년 1.8%로 떨어진 것도 가뭄 탓이다. 이후 2019년 2.5%로 회복한 데 이어 2020년에는 3.0%까지 상승할 것으로 전망된다.

## 아프가니스탄의 에너지

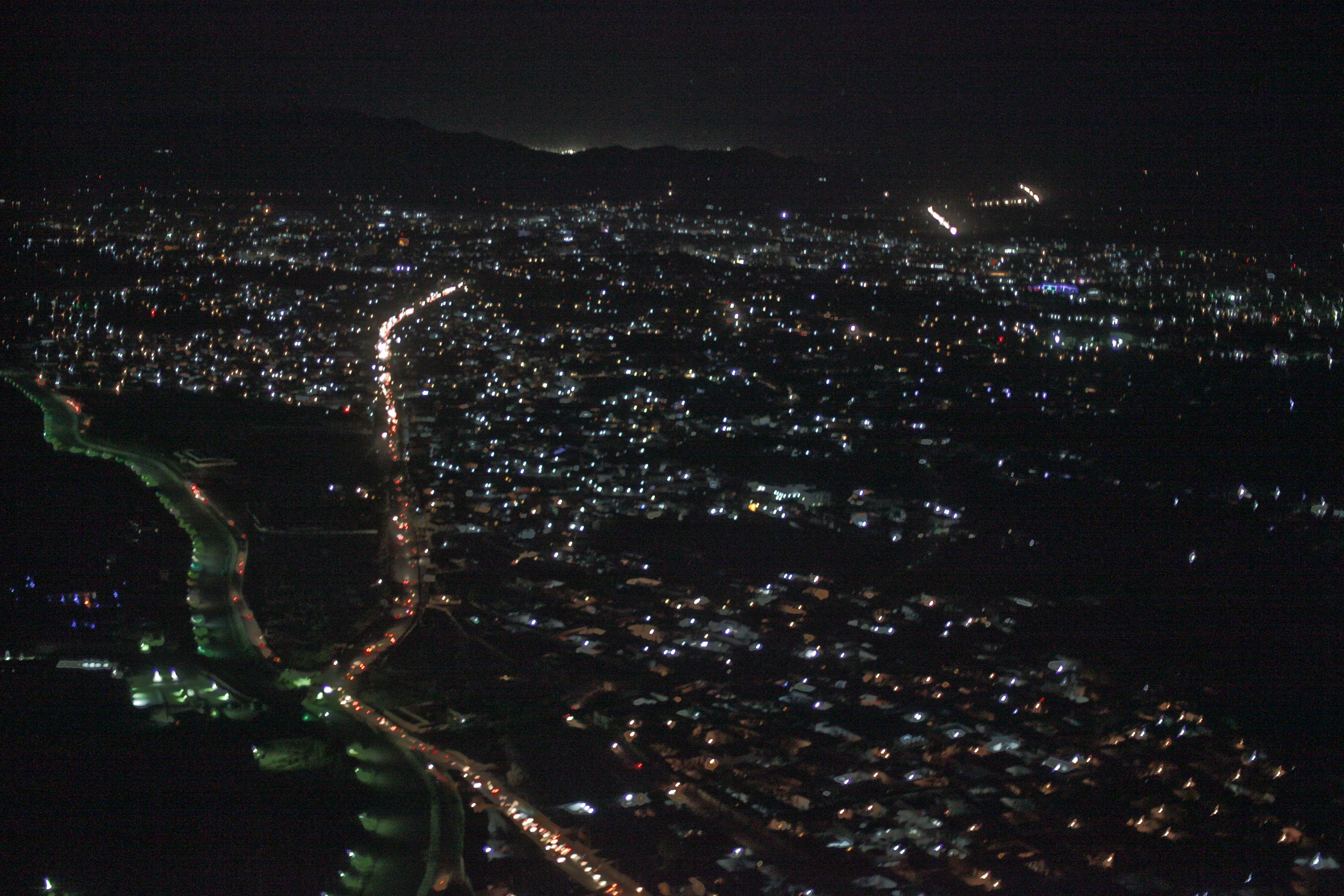
2011년 칸다하르의 야간 항공 사진

아프가니스탄의 에너지는 수력 발전과 화석 연료와 태양열 발전으로 공급된다. 다아프가니스탄 브레슈나 셔캣(DABS)에 따르면 아프가니스탄 인구의 약 35%가 전기에 접근할 수 있다고 한다. 이것은 그 나라의 주요 도시들을 다루고 있다. 많은 농촌지역이 24시간 전기를 이용할 수 없지만, 이것은 주요 CASA-1000 프로젝트가 완료되면 바뀌어야 한다.
아프가니스탄은 현재 화석 연료와 태양 전지판뿐만 아니라 여러 수력발전소에서 600메가와트(MW) 이상의 전력을 생산하고 있다. 이란, 우즈베키스탄, 타지키스탄, 투르크메니스탄에서 670MW가 넘는 제품을 추가로 수입하고 있다.
인접국인 파키스탄과 이란으로부터의 대규모 외국인 유입으로 인해 아프가니스탄은 앞으로 7,000메가와트의 전력을 필요로 할 수도 있다. 아프간 국가개발전략은 풍력, 태양광 등 대체에너지를 개발 가치가 높은 전력으로 파악하고 있다.그 결과 태양광 발전소와 풍력 발전소가 다수 설립되어 현재 개발 중에 있다.